# Eadwulf II av Northumbria
Eadwulf II av Northumbria, död 913, var en engelsk monark. Han var kung av norra Northumbria i Bamburgh ?–913. 